# 肯尼思·B·斯托里
肯尼思·B·斯托里（英語：Kenneth B. Storey，1949年10月23日—）是一位加拿大生物化学家和分子生物学家，加拿大渥太华的卡爾頓大學教授，1990年当选加拿大皇家学会会士，将加拿大木蛙（学名：Rana sylvatica）适应低温的分子机制应用于深低溫保存中。